# Cor Jurriaans
Cornelis Eduard Jurriaans (Amsterdam, 5 september 1907 – Hoorn, 31 oktober 1976) was een Nederlands voetballer. De aanvaller kwam tussen 1926 en 1936 uit voor AFC Ajax.

## Persoonlijk leven
Cor was de enige zoon van de Cornelis Eduard Jurriaans en Francina Christina Huissen. Hij trouwde op 26 oktober 1932 met Johanna Maria Antonia Wagemakers. Jurriaans werkte als advertentiereiziger.

## Ajax
Jurriaans speelde met elf jaar voor voetbalclub Ajax uit Amsterdam. Hij maakte zijn debuut 10 januari 1926, in een thuiswedstrijd tegen Haarlem.

## Erelijst
- Landskampioenschappen  (3x)

1930/31, 1931/32, 1933/34